# Стюард

Стюардеса Austrian Airlines опікується пасажирами

Стюард, стюардеса (бортпровідник, бортпровідниця, англ. stewardess, flight attendant) — фахівець рядового складу на водних, залізничних і повітряних транспортах, що виконує на них роботи по обслуговуванню пасажирів: прибирання житлових приміщень, сервірування столу, але головним чином відповідальний за безпеку пасажирів (у разі аварії — допомога пасажирам тощо). На особливо великих пасажирських суднах в обов'язок стюарда може входити також обслуговування капітана і старших офіцерів.
У Військовій авіації на всіх типах повітряних суден, зокрема на транспортних, пасажирських і штабних посадах стюарда не передбачено як такого. За пасажирами і порядком в салоні контроль здійснює одним з членів екіпажа (борттехником, бортмеханіком, оператором і тому подібне).
Стюардеса або стюард — входять в перелік нового Класифікатор професій ДК 003:2010.

## Стюарди і стюардеси на повітряному транспорті
Спочатку на пасажирських авіарейсах пасажирами займався другий пілот літака, що було ризиковано з погляду безпеки. У 1928 році в Німеччині в екіпаж пасажирських літаків почали включати третього члена — стюарда.
У 1930 році в США виникла ідея привернути до роботи стюардами молодих привабливих дівчат. Це повинно було послужити рекламі пасажирських авіаперевезень, до того ж дівчата менше важили, а будь-який зайвий кілограм мав значення. Першою авіастюардесою в історії зазвичай називають американку Елен Чорч з Сан-Франциско, що вийшла на роботу 15 травня 1930 року.

## Стюард в Класифікаторі професій ДК 003:2010
У 2010 році розроблено Національний класифікатор України ДК 003:2010 «Класифікатор професій», затверджений наказом Держспоживстандарту України від 28.07.2010 № 237, який набрав чинності з листопада 2010 року. В цьому класифікаторі професій представлена і професія - стюард.
| КОД КП | Професійна назва роботи                            |
| ------ | -------------------------------------------------- |
| 5123   | Стюард                                             |
| 5121   | Стюард (готелі та інші місця розміщення)           |
| 5123   | Стюард (заклади ресторанного господарства)         |
| 5139   | Стюард (інші послуги фізичним та юридичним особам) |
| 5111   | Стюард (послуги у дорозі)                          |
| 5149   | Стюард (стадіони та інші спортивні споруди)        |